# Kleblach-Lind
Kleblach-Lind est une commune autrichienne du district de Spittal an der Drau en Carinthie.